# Кісільов Ігор Петрович
Ігор Петрович Кісільов (нар. 2 грудня 1984, Вінниця) — український державний службовець, політик. Народний депутат України IX скл.
Член Комітету з питань енергетики та житлово-комунальних послуг.

## Життєпис
2008 року закінчив Вінницький торговельно-економічний інститут Київського національного торговельно-економічного університету (спеціаліст з менеджменту організацій, менеджер-економіст). У 2011 році закінчив Інститут політичних наук (менеджер державного управління).
Був помічником народних депутатів із Партії регіонів Сергія Момота та Юрія Морока у ВРУ VI скл.
З 2011 року — головний консультант відділу інформаційного-аналітичного забезпечення управління організаційної роботи Головного управління організаційного забезпечення Адміністрації Президента України. З 2012 року — начальник управління забезпечення діяльності голови, контролю та міжнародної діяльності Держсільгоспінспекції України.
Був депутатом Київської міськради, першим заступником голови з питань землекористування комісії з питань містобудування, архітектури та землекористування.
Депутат Верховної Ради України 9-го скликання від партії ОПЗЖ на виборах 2019 року, № 18 у списку. Після заборони ОПЗЖ у 2022 році перейшов до новоствореної групи "Відновлення України".
Одружений, має сина.

## Скандали
2016 року дружина Кісільова сама собі подарувала понад 10 млн грн, походження грошей пояснити не змогла.